# Operazione Rosmarino
Operazione Rosmarimo è una commedia del 2002 diretta da Alessandra Populin.

## Trama
Un conduttore radiofonico nella speranza di mantenere il posto di lavoro, si mette alla ricerca della moglie del proprio capo. Tra traffici poco chiari nel mondo delle scommesse clandestine e fumate di rosmarino, il pover'uomo intraprende un viaggio avventuroso e pieno d'imprevisti, alla ricerca della donna.

## Curiosità
Nel film sono presenti citazioni cinematografiche da Frankenstein e a The Rocky Horror Picture Show